# IZUMO零
《IZUMO零》是日本Studio e.go!公司在2005年9月22日發售的成人遊戲，也是《IZUMO》的前傳（但比《IZUMO》遲發售）。遊戲以19世紀，日本的明治維新時代作背景，時間是1879年（明治12年），舞台是國際都會橫濱。日本SUCCESS公司在2007年7月12日發售PlayStation 2版本，標題為。

## 遊戲系統
此作改用戰略模式，有別於前作的角色扮演類型。另外遊戲角色的男女比例為一比一，避免了像前作「陰盛陽衰」的情況。另外在男女角色的配對中，在遊戲初推出時，只有兩個組合，第三組需安裝「迪波巢箱」的擴充方能啟動，分別是親兄妹關係的和人與陽子、同鄉關係的虎之助及美園，以及同為水上人的宗一郎和萌夕。

## 故事
在幕末的動亂中失去雙親的主角永峰和人，按照祖母的遺囑，到橫濱尋找及投靠桐谷五郎。同時其他主角又因不同原因及目的而來到橫濱，計有作武者修行的虎之助、履行長官命令的海軍精英宗一郎，以及分別為了尋找配偶、父親及兄長的美園、萌夕和陽子。桐谷五郎便把他們六人編入一個名為「警視廳特別班」的特別小組，專門進行各地的驅魔任務，解決惡靈的問題，另一方面又要阻止嚴齋等人的奪權陰謀。在遊戲結局的結尾，時間轉到100多年後的世界，當年建立的「警視廳特別班之碑」已成為一處私人地方。在碑前出現的老人和少年，其實是《IZUMO》中的塔馬六介和塔馬光（ヒカル），並在二人對話中提及塔馬美由紀的名字。

## 登場人物

### 主要角色
永峰和人（聲優：木島宇太）

山田虎之助（聲優：ワッショイ太郎）

澤木宗一郎（聲優：空野太陽）

永峰陽子（聲優：木村あやか）
和人的妹妹。
上杉美園（聲優：榎津まお）

玉城萌夕（聲優：水野江麻）

### 其他角色
桐谷五郎（聲優：田仲欽三）

藤田五郎

柳鐵舟（聲優：高岡政人）

桐崎芳乃（聲優：黒崎猫）

花山俊輔（聲優：九條忍）

船長（聲優：しがけんじ）

山田辰之助（聲優：マッハ3.5）

富田兵馬（聲優：鉄滝次）

桐崎綾乃（聲優：萩原五月）

國木田義一（聲優：青井京四郎）

玉成茂雄（聲優：濱屋喜助）

不知火士郎（聲優：黒崎猫）

不知火嚴齋（聲優：馬並硬太）

岩永（聲優：高奈ゆか）

永峰幹夫（聲優：しがけんじ）

永峰美津子（聲優：彩世ゆう）

### 守護精靈
多紀理（タギリ，聲優：如月美琴）
宗像三女神的長女。
多岐都（タギツ，聲優：彩世ゆう）
宗像三女神的次女。
狹依（聲優：仁藤櫻）
宗像三女神的三女。
ウズメ（聲優：柏木リナ）

キジムナー（聲優：雅）
琉球的精靈。
ミシャグジ様（聲優：九條忍）
白蛇的化身。

## 主題歌
片頭曲 Big New Wave
作詞：CANDY　作曲/編曲：ぴょんも　歌手：CANDY
片尾曲 千年先さきも…
作詞：中山♥マミ　作曲/編曲：Angel Note　歌：中山♥マミ

## 工作人員
- 原畫：山本和枝[5]
- 劇本：高橋直樹
- 音樂：Angel Note、ぴょんも
- 影片：神月社

## 相關商品
- IZUMO零 ビジュアルファンブック

出版社：笠倉出版社　發售日：2005年11月25日　ISBN 9784773003123
- History of IZUMO ワールドガイドブック

出版社：笠倉出版社　發售日：2006年4月25日　ISBN 9784773003161
- IZUMO零 横濱あやかし絵巻　ビジュアルガイド

出版社：JIVE　發售日：2007年8月1日　ISBN 9784861764356

## 外部連結
- 遊戲主頁（Studio e.go!）（页面存档备份，存于）（日語）
- 遊戲主頁（Success）（页面存档备份，存于）（日語）